# Fibronectine
Fibronectine is een groot glycoproteïne dat voorkomt in de extracellulaire matrix en dat kan binden aan specifieke membraanreceptoren genaamd integrinen. Fibronectine kan ook binden aan andere eiwitten waaronder collageen, fibrine en sommige proteoglycanen. Het gen dat codeert voor fibronectine bevindt zich op chromosoom 2.
Fibronectine speelt een belangrijke rol in de celadhesie van cellen aan de extracellulaire matrix, maar ook voor de groei, differentiatie en embryonale ontwikkeling van veel gewervelden. Een verminderde expressie of degradering van fibronectine is in verband gebracht met verschillende ziektes, waaronder kanker en fibrose.

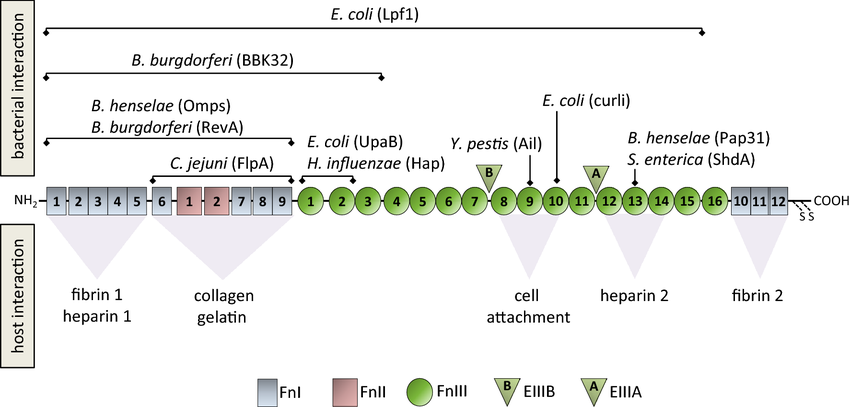
Schematische afbeelding van het fibronectinemolecuul (monomeer) met geselecteerde bacteriële eiwitbindingsplaatsen en geselecteerde gastheereiwit-eiwitinteractieplaatsen. Fibronectine (Fn) is een heterodimeer dat bestaat uit twee splicevarianten die verbonden zijn door een C-terminus zwavelbrug. Het molecuul bevat negen Fn-type I-repeats, twee Fn-type II-repeays en tussen de 15 en 18 Fn-type III-repeats. In cellulair Fn zijn EIIIA (A) en EIIIB (B) domeinen aanwezig als gevolg van alternatieve splicing